# Tots volem el millor per a ella
Tots volem el millor per a ella és una pel·lícula catalana dirigida per Mar Coll, estrenada el 2013. La versió original és principalment en català, però amb algunes parts en castellà.

## Argument
Geni (Nora Navas) és una dona de 38 anys que acaba de patir un accident de cotxe. De mica en mica intenta reprendre la seva vida anterior, però no és clar que ho aconsegueixi satisfactòriament. Un any després de l'accident, la seva família té coll avall que la Geni tornarà a fer el que feia, però ella no es veu capaç. A més, ha perdut tot interès en continuar amb la seva vida anterior i es planteja iniciar un nou camí.
D'acord amb la pàgina de TV3, «el film parla dels desitjos incomplerts, la necessitat d'improvisar i la impossibilitat de complaure a tothom.»
Tant el Barcelona i Catalunya Film Commission com el Catalan Films parlen d'una dona que té «problemes per a encaixar en el que havia estat el seu món, una vegada superat un accident de trànsit que li ha deixat seqüeles físiques i psíquiques», mentre que el Filmin.cat elabora més:
«Un any després de sofrir un terrible accident de trànsit, la Geni està llesta per reprendre la seva vida... o almenys així ho vol veure la seva família. La realitat és que, malgrat voler complaure a tothom, se sent incapaç d'estar a l'altura de les expectatives, doncs la seva vida anterior a l'accident ha deixat d'interessar-li. Per què reprendre-la llavors? El desconcert que li produeix aquesta evidència dona pas a un comportament cada vegada més erràtic i a una única idea que comença a créixer dins d'ella: desaparèixer.»

## Repartiment
| Intèrpret           | Personatge |
| ------------------- | ---------- |
| Nora Navas          | Geni       |
| Pau Durà            | Dani       |
| Valeria Bertuccelli | Mariana    |
| Àgata Roca          | Raquel     |
| Clara Segura        | Glòria     |

## Premis i nominacions

### Premis
- 2013: Millor actriu a la Setmana Internacional de Cinema de Valladolid per Nora Navas[7]
- 2014: Gaudí a la millor actriu per Nora Navas[7]
- 2014: Premi a la millor actriu al Festival d'Angers per Nora Navas[7]
- 2014: Gaudí a la millor actriu secundària per Clara Segura[8]

### Nominacions
- 2014: 8 nominacions, Premis Gaudí
  - Millor pel·lícula en llengua catalana
  - Millor direcció per Mar Coll
  - Millor actor secundari per Pau Durà
  - Millor actriu secundària per Àgata Roca
  - Millor guió per Mar Coll i Valentina Viso
  - Millor maquillatge i perruqueria per Laura Bruy i Txus González
- 2014: Goya a la millor actriu per Nora Navas